# ORP Sęp
ORP Sęp (Nederlands: Gier) was een Poolse onderzeeboot van de Orzełklasse. De Sęp werd anders dan het zusterschip de Orzeł niet bij KM De Schelde in Vlissingen gebouwd maar door de Nederlandse scheepswerf RDM uit Rotterdam.
De boot die nog niet volledig afgebouwd was werd met het oog op de op handen zijnde Duitse aanval op Polen, tijdens een test in het Oslofjord, door de Poolse marine ontvoerd. Nadat het geschil voor de rechter was beslecht betaalde de Poolse regering de boot af en kreeg het de onderdelen die nodig waren voor het afbouwen van de Sęp.
Tijdens de Duitse inval in Polen nam de Sęp deel aan Plan Worek. Tijdens het uitvoeren van een patrouille raakte het schip zwaar beschadigd door een aanval met dieptebommen. Door de opgelopen averij moest een haven gezocht worden voor reparaties, maar gezien de situatie in Polen werd gepoogd uit te wijken naar het Verenigd Koninkrijk. De schade was te groot om het Verenigd Koninkrijk te bereiken en daarom week de boot uit naar het neutrale Zweden. Na de Tweede Wereldoorlog keerde het schip terug naar Polen waar het tot 1969 als opleidingsschip dienstdeed.

## De Sęp voor de Tweede Wereldoorlog
De Sęp werd niet volledig afgebouwd door RDM omdat de Poolse marine besloot om het schip te ontvoeren terwijl het bezig was met tests in Oslofjord. Dit besluit werd genomen omdat de Poolse marine bang was dat wanneer Duitsland Polen zou aanvallen de Sęp door de Nederlandse regering in beslag zou worden genomen. Op 16 april arriveerde Sęp in Noorwegen waar contact werd gemaakt met de Poolse torpedobootjager Burza. Op twee na werden alle Nederlandse werfbeambten aan land gezet in Noorwegen en voer de Sęp onder begeleiding van de Burza naar Gdynia waar de boten op 18 april aankwamen. Eenmaal aangekomen in Gdynia werden ook de laatste twee Nederlandse beambten, de hoofdingenieur en zijn hoofdassistent, vrijgelaten.
Het geschil tussen RDM en de Poolse marine dat door deze ontvoering ontstond werd beslecht in de rechtszaal. Het uiteindelijke besluit was dat de Poolse Marine de laatste afbetaling plus de reiskosten van de dokwerkers moest betalen en dat RDM de onderdelen aan Polen zou leveren die noodzakelijk waren om de Sęp af te bouwen.

## De Sęp tijdens de Tweede Wereldoorlog
Tijdens de Duitse inval in Polen op 1 september 1939 bevond de Sęp zich in het patrouillegebied in de Oostzee volgens het Poolse verdedigingsplan Worek. Op 2 september werd een torpedo gelanceerd tegen een Duitse torpedobootjager die echter doel miste. Vervolgens kreeg de Sęp een aanval met meer dan 25 dieptebommen te verduren van het Duitse oorlogsschip, waarbij het zware averij opliep. Een van de twee dieselmotoren begaf het, het elektrische systeem viel gedeeltelijk uit en het meest zorgelijk was een lekkage waardoor de boot zwaar werd. De Sęp kon ontsnappen maar door de averij was het praktisch onmogelijk offensieve acties uit te voeren en moest er dringend reparaties uitgevoerd worden. De thuisbasis Gdynia lag onder Duits vuur en kon niet bereikt worden. Aanvankelijk werd daarom geprobeerd het Verenigd Koninkrijk te bereiken maar al snel werd dat plan opgegeven omdat de boot steeds slechter bestuurbaar werd. Uiteindelijk week de boot uit naar het neutrale Zweden waar hij op 15 september aankwam. De boot werd in beslag genomen en de bemanning werd geïnterneerd nabij Mariefred waar ze de gehele oorlog zouden uitzitten samen met de bemanningen van de onderzeeboten Rys en Zbik die ook naar Zweden waren uitgeweken. Na de oorlog keerde de Sęp terug naar het inmiddels communistische Polen, met een grotendeels nieuwe bemanning omdat de meeste van de originele bemanningsleden politiek asiel kregen in het Westen. De Sęp zou nog tot 1969 dienstdoen in de Poolse marine als opleidingsschip.